# Асенов (квартал)
Квартал Асенов или Асенова махала, е квартал във Велико Търново, най-старият квартал в града.

## История

### Втора Българска държава
По време на Втората Българска държава между основните крепостни хълмове Царевец, Трапезица и Момина крепост е създаден така нареченият – Нов град. Кварталът е бил разположен край бреговете на река Янтра. Новият град заедно с Френк хисар е бил обраден от крепостни стени, на юг и на север от долината на реката. Населението е съставено главно от българи. Българите живеещи в квартала, са били основно занаятчии и чиновници. Според някои легенди там живеели леяри на царските камбани и ковачи. На 80 метра от манастира „Великата лавра“ (Храм „Св. Четиридесет мъченици“) е била построена водоснабдителна кула. От дясно на Владишкия мост е била построена Шишмановата баня, която днес е консервирана. Според историците, тя е построена по време на последния владетел на Второто българско царство – Иван Шишман. През квартала е преминавал брод, който е свързвал крепостите Царевец и Трапезица. Този брод е бил в най-ниската част на водното равнище.

### Османско владичество
През този период, населението на квартала е било съставено основно от българи. През този период е построен и Владишкия мост. От 1789 година в махалата е имало елино-гръцко училище. Махалата е била частично разрушавана от набези и наводнения. По левия бряг на Янтра е имало работещи табахани. Затова махалата в някой регистри е била известна като Табашка. Първите табашчани в махалата са били от 1779 година:Йован Табак и ходжи Костас и Георгиеос. Христо Табаков от Табаковия род е бил наричан „болярина“. Табаханите са били 57 – 58. В махалата е развивано и копринарството. Училищна сграда към църквата "Успение Богородично", се построява през 1856-та година. В него са учителствали Минчо Георгиев, поп Стефан, Калчо от Килифарево, Петко Славейков и други. Учителят Недю Жеков е инициатор за създаване на Читалище „Трапезица“ през 1872 година. Табашката къща на Смил Табаков била описвана със следните подразделения:табахана, ерсобасьь, маза, пешник, дървашник, пруст, соба, хашево, хает, чардак прозорци с дървени капаци.

### Трета българска държава
Георги Измирлиев е бил прекаран през Владишкия мост и изпратен със сълзи на очи от долномахленчани.
В близост до хълма Трапезица в края на XIX век, до хълма Трапезица са били разположени три къщи от старобългарски тип, но били разрушени в началото на XX век. 
През 1897 г. братя Христо, Киро и Петко Малиеви построяват фабрика за трикотаж. През 1909 година в града се открива основно училище, което носи името на търновския просветен благодетел Силвестър Пенов. По времето на Първата световна война железопътния мост е бил охраняван от немски гарнизон. През 1947 година училището е преименувано на Начално училище "Христо Смирненски“. Днес е Помощно училище „Св. Теодосий Търновски“.
До началото на XX век в махалата са останали три старинни търновски къщи до склона на хълма Трапезица. На дървена врата на улица „Св. Патриарх Евтимий“ е била изписана информация за железопътната линия от Горна Оряховица за Велико Търново.
На 12 август 1910 г. е основана първата българска фабрика за шевни конци „Трапезица“. През 1951 година, фабриката се преименува на ДИП „Васил Мавриков“. Във фабриката са работели през най-силните и години над 1800 души. Работели са и 50 кубинки, които са живели в махалата. Към фабриката е имало и културен дом.
В махалата е било създадено читалище „Поука“. Из много от местата били открити средновековни зидове.
Активизира се работата в килийното училище в квартала. Създават се работилници и мелници край река Янтра. В началото на XX век е построен железопътен мост в края на квартала, по жп линията Русе – Стара Загора. По време на Втората световна война железопътния мост е бил охраняван. През 30-те години е построен мост към пътя за село Арбанаси. Създадено е през 1929 г. като акционерно дружество „Царевец“ за производство и търговия на гьон, бланк и юфт. Предприятието е национализирано и превърнато в Държавно индустриално предприятие „Христо Смирненски“. 
Отварят врати първите бакалници и ресторанти, обслужващи туристи и гости, също така и граждани на града. Построяват се и първите кожарски фабрики и една от най-големите текстилни фабрики – „Мавриков“. 
Железничарски общежития се построяват по протежето на железопътната линия. През 50-те години край железопътната линия се построяват общежития за работници в Българските държавни железници. 
През 2009 г. отваря врати реставрираната българска църква „Свети Четиридесет мъченици“.

## Църкви
- Свети Четиридесет мъченици (Велико Търново)
- Свети Димитър Солунски (Велико Търново)
- Свети Георги (Велико Търново)
- Свети Петър и Павел (Велико Търново)

## Население
| Година    | 1965 | 1975 | 1984 | 1991 | 2001 | 2012 |
| --------- | ---- | ---- | ---- | ---- | ---- | ---- |
| население | 2100 | 2056 | 1970 | 1780 | 970  | 800  |